# Брион (Лозер)
Брион (фр. Brion) насеље је и општина у јужној Француској у региону Лангдок-Русијон, у департману Лозер која припада префектури Манд.
По подацима из 2011. године у општини је живело 98 становника, а густина насељености је износила 4,43 становника/km². Општина се простире на површини од 22,11 km². Налази се на средњој надморској висини од 1 100 метара (максималној 1.272 m, а минималној 980 m).

## Демографија
| 1962. | 1968. | 1975. | 1982. | 1990. | 1999. | 2011. |
| ----- | ----- | ----- | ----- | ----- | ----- | ----- |
| 200   | 175   | 145   | 143   | 114   | 109   | 98    |

График промене броја становника у току последњих година